# 都江堰市八一聚源高级中学
都江堰市八一聚源高级中学是一間位於四川省都江堰市的中学，创建于1957年。八一聚源中学在2008年汶川大地震前名为“都江堰第四中学”，地震后于都江堰市聚源镇易地重建，同时改为现名。